# Ilha do Bananal
Die Ilha do Bananal (deutsch: Insel der Bananenplantage) ist eine Flussinsel zwischen dem Rio Araguaia und seinem östlichen Nebenstrom Rio Javaés im brasilianischen Bundesstaat Tocantins an der Grenze zum Bundesstaat Mato Grosso. Sie ist rund 350 Kilometer lang, bis 55 Kilometer breit und hat eine Fläche von 19.162 km².

## Geographie

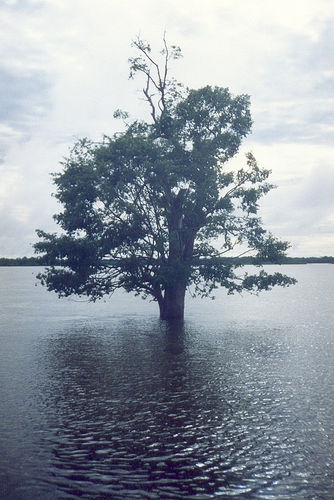
Ein Baum ragt im Naturpark Bananal aus dem Araguaia.

Je nachdem, ob man die teilweise am Atlantik gelegene größere Ilha de Marajó als reine Flussinsel ansieht oder nicht, ist die Ilha do Bananal entweder die größte oder die zweitgrößte Binneninsel der Erde.
Auf der Insel entspringen zahlreiche Wasserläufe. Mit ihrer vielseitigen Flora und Fauna ist sie Teil des Nationalparks Parque Nacional do Araguaia. Die Ilha do Bananal ist ein beliebtes Ziel für Ökotouristen. Sie ist nur mit dem Boot zu erreichen, da keine Brücke auf die Insel führt. Wenn in der Trockenzeit der Wasserstand niedrig genug ist, ist es jedoch möglich, dank einer Furt die Insel zu erreichen.

## Bevölkerung und Geschichte

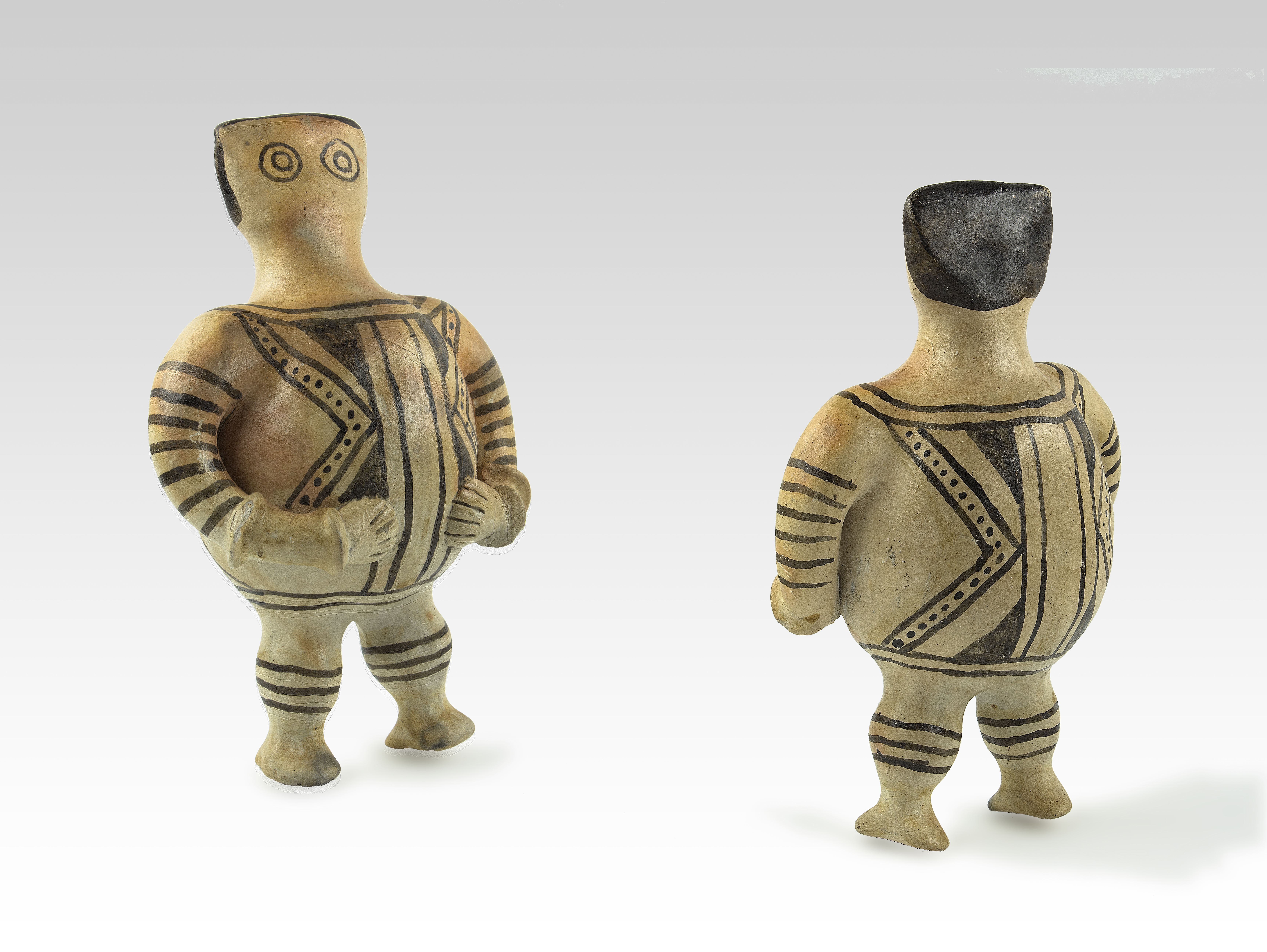
Keramik-Statuetten der Karajá

Die Javaés, Karajá, Ava-Canoeiro und Tuxá sind auf der Insel lebende indigene Bevölkerungsgruppen. Die südlichen zwei Drittel der Insel sind als Terra Indígena, also als Reservation für sie, ausgewiesen.
Die Insel wurde am 26. Juli 1773 von José Pinto Fonseca für Europa entdeckt und Santana benannt. Später wurde die Insel aufgrund ihrer zahlreichen wild wachsenden Bananenstauden umbenannt. Es gibt sechzehn Aldeias (Dörfer) auf der Insel.

## Klima
Das Klima ist tropisch und die Temperaturen schwanken von maximal 38 °C im August und September bis zu 22 °C im Juli. Der Sommer von November bis April ist von starken Regenfällen gekennzeichnet, während im Winter von Mai bis Oktober Trockenheit vorherrscht. Die relative Luftfeuchtigkeit schwankt von 60 % im Juli bis zu 80 % in der Regenzeit.
Von Januar bis März, wenn etwa 50 % der jährlichen Niederschläge fallen, erreicht auch der Rio Araguaia seinen Höchststand und überflutet Teile der Insel.